# Extremoplusia
Extremoplusia là một chi bướm đêm thuộc họ Noctuidae.

## Loài
- Extremoplusia megaloba Hampson, 1912